# التدخين في بوليوود
تعد بوليوود، الجزء الهندي من صناعة السينما الهندية، أكبر منتج للأفلام في الهند، وأحد أكبر مراكز إنتاج الأفلام في العالم. حيث تنتج نحو 1000 فيلم، وتبيع 3.1 مليار تذكرة سينما، وتحقق إيرادات تقترب من عشرة مليارات دولار سنويًا، وتتمتع بوليوود بسيطرة قوية على الثقافة الهندية، حيث تؤثر بشكل يومي على حوالي 15 مليون شخص الذين يذهبون لمشاهدة أفلام بوليوود.
إحدى الأمثلة على تأثير ثقافة بوليوود هي استخدام التبغ. يوجد في الهند حاليًا نحو 250 مليون مستخدم للتبغ.

## نظرة عامة
لطالما كانت بوليوود "تتبع تاريخًا طويلًا في تصوير الأبطال والأشرار وهم يحملون السجائر أو بيدي في أفواههم". وفقًا لدراسة منظمة الصحة العالمية، يتم تصوير التبغ في 76% من أفلام بوليوود، وتشكل السجائر 72% من جميع هذه التصويرات. [على الرغم من أن التبغ الممضوغ وبيدي يشكلان الجزء الأكبر من استخدام التبغ في الهند، إلا أن السجائر تمثل 20% من السوق].
قبل التسعينيات، كانت بوليوود تُصور التدخين أساسًا كعيب للأشرار. كان الأبطال في الأفلام الكلاسيكية يظهرون عادةً كـ"فقراء ولكنهم فخورون"، حيث كانوا ينقذون الفتيات في محنهن، ويؤدون الأعمال البطولية، ويهزمون العصابات بمفردهم، لكنهم لم يخاطروا بسمعتهم عن طريق التدخين على الشاشة. حتى الأشرار كانوا يظهرون بشكل أنيق وهم يدخنون السيجار في بدلات من ثلاث قطع بينما يخططون لشرورهم. ومع ذلك، أدخل الأبطال في الأفلام الحديثة تقليدًا جديدًا يتمثل في "إشعال سيجارة أثناء أداء الحركات القتالية". متأثرين بالسينما الغربية مثل أفلام هوليوود، أصبح الأبطال في أفلام بوليوود الآن أكثر أناقة وذات مواقف حادة، وهو ما يبدو أنه يُكمل باستخدام السجائر. كما أشارت دراسة منظمة الصحة العالمية، فقد ارتفعت نسبة "الأبطال الطيبين" الذين يدخنون أو يستخدمون التبغ في الأفلام من 27% في عام 1991 إلى 53% في عام 2002.

## حظر التدخين
تم اقتراح حظر التدخين من قبل وزارة الصحة في مايو 2005، حيث دخل الحظر الذي يمنع عرض التدخين من قبل الممثلين أو الممثلات في الأفلام والبرامج التلفزيونية حيز التنفيذ في 2 أكتوبر 2005. شعرت الحكومة الهندية أن الأفلام كانت تروج للسجائر، ومع وجود حوالي 15 مليون شخص يذهبون لمشاهدة أفلام بوليوود يوميًا، ادعى وزير الصحة أنوبوماني رامادوس أن الحظر "سيحمي حياة ملايين الأشخاص الذين قد يصبحون مدمنين على التدخين تحت تأثير الأفلام".[بحاجة لمصدر] بموجب هذا الحظر، كان التدخين في أي مشهد فيلم محظورًا، بما في ذلك الأفلام القديمة أو التاريخية حيث جادل البعض بأن التدخين كان ضروريًا لجعل العرض دقيقًا. إذا كان المنتجون يرغبون في إظهار شخصية تدخن، كان يتعين أن يرافق المشهد ملاحظة تقول إن التدخين ضار بالصحة، إلى جانب إخلاء المسؤولية في بداية ونهاية الفيلم.
خلال فترة الحظر على التبغ، كان لا يزال يتم التلميح إلى استخدام التبغ في الأفلام والتلفزيون، حتى وإن لم يتم عرضه بشكل صريح؛ بل كان "يتم الغناء والرقص حوله" بدلاً من ذلك. لذلك، تمكنت بوليوود، بالتعاون مع شركات التبغ، من التهرب من حظر التدخين. كما استطاعت بوليوود الالتفاف على الحظر بسبب نقص التنفيذ. فقد أدت الفساد داخل الحكومة والشرطة إلى عدم قدرة المسؤولين على تنفيذ هذه السياسات بشكل ناجح، مثل حظر التدخين في السينما. كما أشار أحدهم: "السلطات ليست منظمة بما فيه الكفاية... سأدفع رشوة فقط".
ومع ذلك، تلقى الحظر دعمًا من الجمهور الهندي، بالإضافة إلى دعم بعض الممثلين والممثلات في بوليوود. فقد شارك ممثلون وممثلات مشهورون مثل فيك أوبروي وأرميلة ماتوندكار في إعلانات الخدمة العامة التي تحدثت عن فوائد تجنب التبغ، مثل الإعلان الذي ظهرت فيه أرميلة وقالت فيه: "كل سيجارة تقلل من العمر ثلاث دقائق. أليس هذا مخيفًا؟ إذا لم تكن خائفًا، فأنت لست شجاعًا، بل أنت غبي". بالإضافة إلى ذلك، انضم ممثلون آخرون إلى حملة منظمة الصحة العالمية في الهند لتقليل استخدام التبغ.
ومع ذلك، كان حظر التدخين يواجه معارضة شديدة من معظم العاملين في صناعة السينما. فقد تساءلت المخرجة شبانة أزمي: "كيف يمكن فرض مثل هذا الحظر؟ الأفلام ليست مصنوعة في فراغ – إنها انعكاسات للحياة. كيف يمكن لشخصية أن لا تُظهر تدخين سيجارة إذا كان النص يتطلب ذلك؟" جادل العديد من الممثلين والمخرجين والمنتجين بأن حظر التدخين في الأفلام سيعد تعديًا مباشرًا على حرية الفن الخاصة بهم، مما يعد انتهاكًا لحقوقهم الديمقراطية. كما اعتقد العديد في بوليوود أن أفلامهم لا تؤثر مباشرة على الجمهور لأن التدخين يُنظر إليه كعنصر خارجي سطحي، وليس كمؤثر سلبي محتمل. كما جادل عدد من المنتجين بأن الحكومة يجب أن تركز جهودها بدلاً من ذلك على حظر التدخين العام الذي دخل حيز التنفيذ في 2 أكتوبر 2008.
وفي وقت لاحق، قامت محكمة دلهي العليا بإلغاء الحظر في يناير 2009، مشيرة إلى أن الحظر كان شكلًا من أشكال الرقابة التي تقيد حق حرية التعبير.

## الأفلام
في الهند، تُعد الأفلام "هوسًا وطنيًا". يتم تجسيد هذا الهوس في أكثر من 800 فيلم يتم إنتاجها، بالإضافة إلى ملايين المشاهدين سنويًا. كما ذُكر سابقًا، تتربع بوليوود على قمة صناعات السينما الهندية، مما يجعلها تؤثر على الثقافة الهندية بشكل أكبر. قد تؤدي هذه الشعبية إلى عواقب سلبية عندما يُعرض استخدام التبغ في الأفلام، حيث يمكن أن يؤثر ذلك على عادات الجمهور الهندي.
بدأت ظاهرة استخدام التبغ في صناعة السينما الهندية في الخمسينيات من القرن الماضي. بالنسبة لبوليوود، بدأ الاتجاه في وقت لاحق في السبعينيات. ومنذ أن أدخلت بوليوود التبغ في أفلامها، كانت صورة التبغ في هذه الأفلام بعيدة عن السلبية. ومنذ السبعينيات وحتى الآن، قامت بوليوود بتجميل التبغ من خلال نسب معانٍ ثقافية وأفكار معينة للمنتجات. إن تنفيذ صناعة التبغ أو صناع الأفلام لاستخدام التبغ في أفلام بوليوود يخلق صورًا ونصوصًا تحمل ارتباطات ثقافية زائفة وفوائد غير حقيقية. ومع تطور ثقافة الأفلام، تتحول المعاني الثقافية المرتبطة باستخدام التبغ معها. بمرور الوقت، أصبحت العلاقات الرئيسية للتبغ في أفلام بوليوود مرتبطة بالشرير، والفئة العاملة، والصحة، والجاذبية، والاستقلالية. فيما يلي ملخص موجز لعدد من الأفلام الهندية التي تحتوي على مشاهد أو أغاني تدخين مشهورة على مر الزمن.
- السبعينيات/الثمانينيات
Sholay، Coolie، Deewaar
التسعينيات
Baazigar، Darr، Ghulam، Khalnayak[19]
الألفية
Kaante، Devdas، Rang De Basanti، Omkara، No Smoking[20]

في الأفلام القديمة، كان من الشائع أن نرى سيجارة أو بيدي معلقة من فم الشرير. كان هذا "البطل المعاكس" عادة ما يُميز بتناوله للكحول أو تدخين السجائر أو كليهما. وقد ارتبطت هذه الشخصية بالطابع المتمرد، وهي سمة جذابة للشباب. مع مرور الوقت، بدأ التبغ يرتبط بالفئة العاملة المضطهدة والمهمشة في أفلام بوليوود. يمكن أن تتحدث هذه العلاقة إلى غالبية الهنود الذين يعانون من الأزمات الاقتصادية، مما يثير مشاعر الألفة والتمكين. في الثمانينيات، استمرت شخصيات بوليوود التي تدخن في إظهار طابعها المتمرد. ثم بدأت بوليوود في تضمين الشخصيات الرومانسية أيضًا. في هذه المرحلة، بدأ التنوع في شخصيات المدخنين في الأفلام، مما جعل المنتج يرتبط بمعنى أكثر شمولًا وألفة. بينما استمرت تجسيد التدخين على أنه تمرد، في التسعينيات والألفية، شهدت الأفلام زيادة ملحوظة في تدخين الشخصيات الجيدة، في حين كان التدخين أقل شيوعًا بين الأشرار. (من 1991 إلى 2002، ارتفعت نسبة التدخين بين الشخصيات الجيدة من 22% إلى 53%). في العقد الأول من القرن الحادي والعشرين، ومع تدخين العديد من الشخصيات التي تتمتع بالبنية الجسمانية الجذابة، بدأ التبغ يرتبط بصور الصحة والأناقة. كانت أشكال التبغ الأكثر شيوعًا من السبعينيات حتى الآن هي البيدي، السجائر، والسيجار.

## النجوم
نظرًا لشعبية بوليوود وحجمها، "تتمتع صناعة السينما بقدرة على التأثير في سلوكيات واتجاهات ملايين الناس، لا سيما الشباب." بالنسبة للكثيرين، تعد بوليوود نقطة مرجعية ثقافية لما يُعتبر عصريًا وغربيًا. نظرًا للعلاقة القوية بين الشباب وبوليوود، تلعب صور الممثلين خارج وداخل الشاشة دورًا حاسمًا في تشكيل عقول الشباب. كما ذُكر سابقًا، فإن أنواع الشخصيات التي تدخن في الأفلام تخلق صورًا زائفة وارتباطات لاستخدام المنتج لدى المشاهدين.
ولكن ماذا عن تأثير الممثلين خارج الشاشة؟ يمكن للممثلين الذين يدخنون خارج الشاشة أن يكونوا تعزيزًا قويًا لما يراه الشباب على الشاشة. ومع ذلك، فإن الأمر يعتمد بشكل كبير على من هو المدخن. نظرًا لوجود المئات من الممثلين في صناعة السينما، يجب أن يكون الممثل مميزًا وشهيرًا للغاية، مثل النسخة البوليوودية من براد بيت أو جوني ديب. مثلما يفعل الممثلون في هوليوود، يعيش ممثلو بوليوود حياة عامة جدًا. هناك مجلات مخصصة لأسلوب حياتهم، قصصهم، وأخبارهم. على سبيل المثال، قام الجمهور الهندي بتقليد شاروخان، الممثل البوليوودي الشهير ومدخن شره، لعقود. فيما يتعلق بتدخين شاروخان على الشاشة، أظهرت دراسة أن البيانات كشفت أن شاروخان كان له أعلى عدد من حالات التدخين بين 1991 و2002. في هذا السياق، يُعد شاروخان الهدف المثالي لدعم المشاهير من قبل صناعات التبغ. في مقابلة عام 2018، ادعى الممثل والمخرج البوليوودي أجي ديڤغان أنه كان يدخن 100 سيجارة في اليوم، مما جعله لاحقًا موضوعًا للسخرية على الإنترنت. هذا التقدير ينطبق على أي ممثل بوليوودي مشهور آخر مثل جون أبراهام أو سانجيه دوت. أمثلة على الاقتباسات من مجموعة تركيز في الدراسة توضح التأثير الكبير لتقديس الممثلين البوليووديين:
- "إنه يؤثر في الناس ... أنا أدخن علامة السجائر الخاصة بشاروخان."
- "سانجيه دوت في فاستاف يحمل السيجارة مثل بيدي ... نفعل ذلك دون وعي ... نحاول تقليده ... لكن لا أحد يناقش ذلك حقًا."
- "نقلد كل شيء .. ملابسهم، تسريحات الشعر – الخصلات في الشعر، الصنادل، الإكسسوارات، المجوهرات."

## التأثير
كما ذُكر سابقًا، هناك علاقة قوية بين سلوكيات الشباب في الهند وأفلام بوليوود. بينما كانت هناك بعض المحاولات لمعالجة هذه القضية المتعلقة بتأثير التدخين على سلوك الشباب، فإن هناك بعض العقبات التي تحتاج إلى التغلب عليها أولاً قبل أن يمكن إحراز أي تقدم. القضية الرئيسية التي يمكن استنتاجها من الدراسات والتعليقات والآراء هي أن استخدام التبغ يُنظر إليه على أنه سلوك طبيعي من قبل غالبية الشباب والجمهور. في دراسة أجرتها منظمة الصحة العالمية، أظهرت النتائج أن "62% من الأفلام المعروضة تم الحكم عليها بأنها 'محايدة'". هذا يعني أنه بينما "العديد من هذه الأفلام تحتوي على حوادث تدخين، إلا أن هناك تصورًا بأن ذلك سلوك طبيعي". رغم أن العديد من أفلام بوليوود لا تزال تحتوي على معدلات تدخين عالية في الوقت الحالي، فإن حقيقة أن التدخين يُعتبر "سلوكًا طبيعيًا" من قبل الشباب قد تكون علامة على أن تحذيرات صحية بشأن استخدام التبغ لم تصل بعد إلى غالبية الجمهور الهندي أو أنه لا يُنظر إليها بعد كأولوية صحية. انتقادات صانعي أفلام بوليوود لفكرة حظر التدخين في أفلام بوليوود تعزز هذه الفكرة أيضًا. بعض ردود الفعل تشمل:
- "يمكن فهم حظر الإعلان البديل، لكن حظر [التدخين] بالكامل هو أمر سخيف، نكتة أخذت بعيدًا" المخرج السينمائي ماهش بهات
- "لطالما اعتقدت الحكومة الهندية أنها قادرة على فعل ما تشاء من أجل تقييد الحريات الفنية"، المخرج السينمائي شيخار كابور

بدلاً من تقييد حرية المخرجين الفنية، يعتقد العديد من النقاد أن المشكلة الرئيسية هي التخاذل الحكومي في معالجة المخاطر الصحية للتدخين بشكل مباشر. يقترح النقاد أن الحكومة يجب أن تلعب دورًا أكثر فعالية في "زيادة الوعي بين الشباب بمخاطر التدخين أو حتى الضغط على صناعة الأزياء في محاولة لإزالة بعض من البريق عن هذه العادة." يشارك المخرج السينمائي ماهش بهات رأيه حول التخاذل الحكومي ويعلن قائلاً: "إذا كان لدى الحكومة الشجاعة، يجب أن تحظر التدخين في الحياة الواقعية." تثير هذه الانتقادات الفكرة القائلة إنه بينما تلعب بوليوود دورًا حيويًا في سلوك الشباب وانتشار التدخين، يجب أن يكون هناك مشاركة أكثر فعالية في توعية الجمهور بمخاطر التبغ الصحية.

## المخاطر والجدل
تمتلك الحكومة الهندية أسبابًا للاهتمام بمسألة تحول التبغ إلى قضية صحية أكبر في السنوات القادمة. منذ الخمسينيات، كانت أفلام بوليوود وما زالت ذات تأثير كبير في الثقافة الهندية. مع الإلغاء الأخير لحظر التدخين في الأفلام، اتخذت بوليوود تقريبًا خطوة إلى الوراء من حيث معالجة التبغ كقضية صحية بالنسبة للسكان الهنود. المشكلة الرئيسية هي أن التدخين في الهند لا يُعتبر بعد قضية صحية. حتى مع تنفيذ حظر التدخين في الأماكن العامة في عام 2005، فإن قوانين مكافحة التدخين غير مفروضة، وبالتالي لا يُنظر إلى استخدام التبغ على أنه يؤثر سلبًا على الصحة. الصور المتعلقة بالتبغ في بوليوود تعزز هذه الفكرة. يُصوَّر الممثلون والممثلات الذين يستخدمون السجائر في أفلامهم على أنهم شباب أصحاء وأنيقون، بدلًا من الشخصيات الشريرة المسنَّة التي كانت شائعة في الخمسينيات.
على غرار أي مجتمع، ينظر الأطفال والمراهقون إلى محاكاة أبطالهم. في الهند، هؤلاء الأبطال هم نجوم بوليوود والنجمات. يُنظر إلى استخدامهم لمنتجات التبغ على أنه "مثير" و"عصري"، وبالتالي يسعى الشباب الهندي لمحاكاة هذه العادات. وبالتالي، يصبح الشباب الهندي هدفًا مثاليًا لصناعات التبغ للترويج لمنتجاتها. بالإضافة إلى ذلك، تُعتبر بوليوود واحدة من الرموز الرئيسية للحداثة في الثقافة الهندية. من خلال تصوير التدخين واستخدام التبغ كجزء من أسلوب الحياة العصري والراقي، يتأثر الجمهور لتدخين التبغ أيضًا للوصول إلى هذا الوضع الاجتماعي الرفيع. من خلال تحويل السجائر إلى شيء أكثر من مجرد منتج عادي، تتمكن شركات التبغ من اكتساب ميزة في عالم السينما الهندية.
إن غياب المبادرة لدى بوليوود للتغيير، جنبًا إلى جنب مع الإفراط في تجميل استخدام السجائر في العديد من الأعمال الفنية، بالإضافة إلى نقص المعلومات العامة حول مخاطر استخدام التبغ وغياب تطبيق السياسات الحكومية، يجعل هذا بيئة خصبة لزيادة ظهور التبغ في أفلام بوليوود، بل والمزيد من المشاكل الصحية المتعلقة بالتبغ في الهند.